# Jaquimeyes
Jaquimeyes es un municipio de la República Dominicana, que está situado en la provincia de Barahona.

## Distritos municipales
Está formado por los distritos municipales de:
| Nombre     | Código   |
| ---------- | -------- |
| Jaquimeyes | 06041101 |
| Palo Alto  | 06041102 |